# Ciężkowice (gmina)
Ciężkowice – gmina miejsko-wiejska w Polsce położona w województwie małopolskim, w powiecie tarnowskim. W latach 1975–1998 gmina administracyjnie należała do województwa tarnowskiego.
Siedziba gminy to Ciężkowice.

## Struktura powierzchni
Według danych z roku 2002 gmina Ciężkowice ma obszar 103,22 km², w tym:
- użytki rolne: 61%
- użytki leśne: 30%

Gmina stanowi 7,29% powierzchni powiatu.

## Demografia

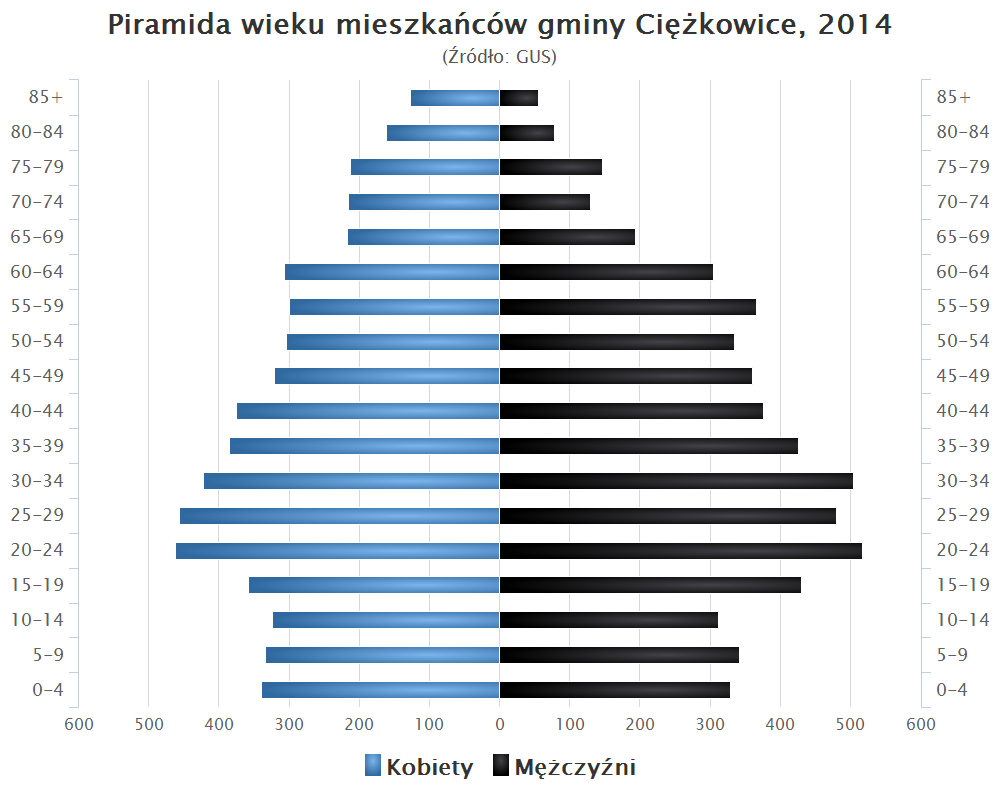
Piramida wieku mieszkańców gminy Ciężkowice w 2014 roku

Dane z 31.12.2017 roku
| Opis                              | Ogółem | Ogółem | Mężczyźni | Mężczyźni | Kobiety | Kobiety |
| --------------------------------- | ------ | ------ | --------- | --------- | ------- | ------- |
| jednostka                         | osób   | %      | osób      | %         | osób    | %       |
| populacja                         | 11 257 | 100    | 5606      | 49,8      | 5651    | 50,2    |
| gęstość zaludnienia (mieszk./km²) | 108    | 108    | 53        | 53        | 55      | 55      |

## Sołectwa
Bogoniowice, Bruśnik, Falkowa, Jastrzębia, Kąśna Dolna, Kąśna Górna, Kipszna, Ostrusza, Pławna, Siekierczyna, Tursko, Zborowice.

## Sąsiednie gminy
Bobowa, Gromnik, Korzenna, Moszczenica, Rzepiennik Strzyżewski, Zakliczyn